# Gleichenella pectinata
Gleichenella pectinata is een varen uit de familie Gleicheniaceae.
Het is een algemeen voorkomende soort van verstoorde bodems uit Zuid-Amerika.

## Naamgeving
- Synoniem: Mertensia pectinata Willd. (1804), Dicranopteris pectinata (Willd.) Underwood (1907)

## Kenmerken
Gleichenella pectinata is een overblijvende plant met een lange, cilindrische rizoom waaruit verspreid staande bladstelen ontspringen. De bladen vertakken zich meermaals dichotoom en eindigen op twee identieke deelblaadjes, die talrijke lancetvormige bladslipjes dragen.
De sporendoosjes of sporangia staan in twee rijen langs de nerven aan de onderzijde van de bladen.

## Habitaten verspreiding
Gleichenella pectinata is een terrestrische varen die voorkomt op verstoorde bodems, zoals zonnige rivieroevers, wegbermen en steile hellingen.
De soort komt voor in Midden- en Zuid-Amerika, van Mexico en de Antillen tot Chili, Argentinië, Uruguay en Brazilië. Het is de meest algemene varen in zuidelijk Brazilië.
Geslachten: Dicranopteris · Diplopterygium · Gleichenella · Gleichenia · Microphyllopteris † · Sticherus · Stromatopteris